# BankMuscat
Банк Маскат (BankMuscat S.A.O.G, Muscat) — крупнейший коммерческий банк Султаната Оман в нескольких отраслях банковской сферы: услуги корпоративным клиентам, розничные, казначейские и инвестиционные операции. Кроме того, банк лидирует по количеству открытых счетов частным лицам и размерам находящихся в управлении активов.
BankMuscat в 2000 г. поглотил Commercial Bank of Oman, а в 2001 г. — Industrial Bank of Oman, превратившись в национального лидера с наибольшей долей совокупных банковских активов страны и прибыльными франшизами в розничном и корпоративном отраслях банковской деятельности. По состоянию на 31.12.2005 на его долю приходилось 37,8 % совокупных банковских активов страны, 37,9 % кредитов, 35,1 % текущих клиентских депозитов и 38,6 % сберегательных депозитов. Прибыль банка в 2005 г. увеличившись на 33,1 % по сравнению с 2004 годом и составила 117,6 млн.$. Отчасти резкое увеличение прибыли банка связано с продажей в 2005 г. своего отделения в Манаме за 7,3 млн.$. Одной из причин продажи бахрейнского отделения было создание в Манаме 01.01.2005 г. нового банка Bank Muscat International, Manama (BMI), в уставном капитале которого BankMuscat получил долю в 49 %.
В 2012 г. банк вступил с розничной сетью из 130 отделений, 393 банкоматов, 4500 торговых терминалов. В настоящее время банк владеет 49 % акций BMI Bank BSC (Бахрейн), 43 % акций Mangal Keshav Group (Индия), 97 % акций Muscat Capital LLC (брокерское и инвестиционно-банковское учреждение в Саудовской Аравии), а также долей в уставном капитале Silkbank Ltd. (Пакистан).